# 神経ホルモン
運動の司令や知覚情報を伝える通常の神経は、その末端が効果器官や他の神経にシナプスを介して終わる。シナプスからは神経伝達物質が放出される。これに対して、神経の末端が他の細胞にシナプスせずに、血管壁に終わる例が種々の動物で発見された。これらの血管に密着した神経末端から、遠位の器官調節のために放出される物質を、通常の細胞から放出されるホルモンと区別して神経ホルモン（しんけいホルモン、英語: neurohormones）と呼ぶ。

## 研究の歴史
神経系の一部が膨らんで、そこが分泌物質と見られる物質を貯蔵している形態は、既に19世紀から魚類の「尾部下垂体」という構造として知られていた。1950年代に入ってからの昆虫の神経系における分泌能を示す形態、また脳下垂体後葉の神経末端と血管の関係、間脳底正中隆起における神経分泌による脳下垂体前葉支配、などなどの全てを総合して、神経分泌という概念が形成された。そもそもオットー・レーヴィ の自律神経末端からの物質の分泌を示した1921年の実験から、通常の神経が物質を分泌することによって、その働きを遂行するという事実は認められ始めていたが、ホルモンと同様の物質を血液中に分泌するという概念は、それほど簡単に認められなかった。1969年に、哺乳類の脳下垂体前葉を調節する神経ホルモンのひとつ、甲状腺刺激ホルモン放出ホルモン（英: Thyrotrophin Releasing Hormone=TRH）が抽出された事により、神経ホルモンの役割が強く認識されるようになった。